# 永汉河

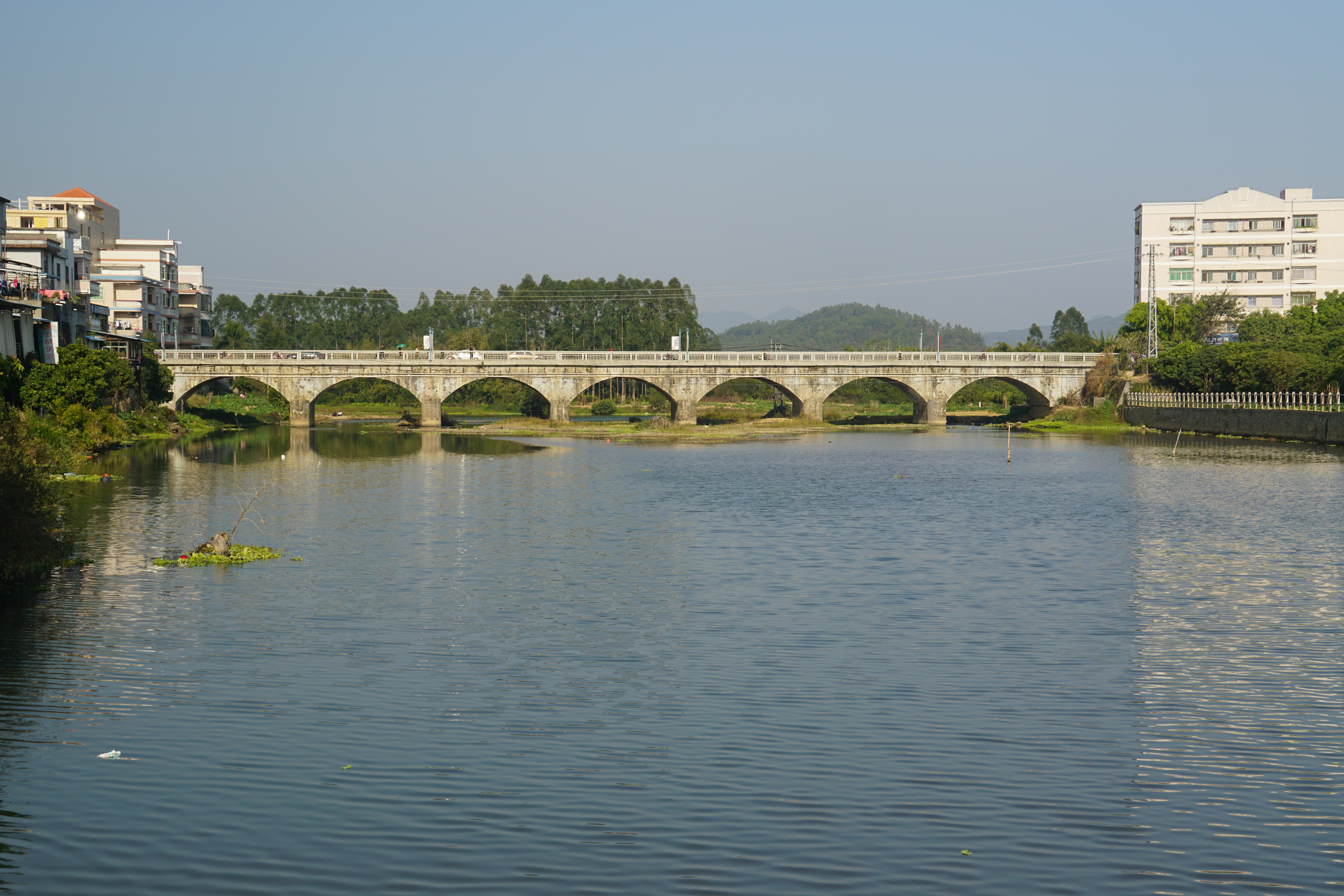
永汉镇永汉河上的永汉桥。

永汉河位于中国广东省中部，是增江右岸支流，上游称南昆水，发源于惠州市龙门县永汉镇西北南昆山主峰天堂顶，上游穿行于南昆山群山之中，向东流至乌坭社区东北转南流，经梅州水库、永汉镇城区、振东村、合口村、新陂村，过佛公坳后成为龙门县与广州市增城区之间的界河，于增城区正果镇浪拨村九龙江以南汇入增江。河长92千米，流域面积410平方千米。年均径流量6.07亿立方米。